# Usnesení
Usnesení je kolektivní rozhodnutí nějakého orgánu nebo právnické (výjimečně i fyzické)[zdroj?] osoby. Jde o obecný výraz, v některých oborech a podle některých speciálních zákonů však jde o termín, který je přesně vymezen a rozlišen od jiných forem rozhodnutí, například k rozlišení od obecně závazných rozhodnutí (například schválení obecně závazného předpisu) nebo správních rozhodnutí. Formou usnesení se zpravidla přijímají různá vnitřní organizační rozhodnutí nebo jiná rozhodnutí, která nejsou ve věci samé, ale o procedurálních otázkách (přerušení nebo podmínky řízení nebo jednání, schválení programu jednání, rozhodnutí o poplatcích nebo nákladech atd.).

## Typy usnesení
- usnesení soudu
- usnesení vlády
- usnesení zastupitelstva
- usnesení rady obce nebo kraje
- usnesení správního orgánu